# Dangerous World Tour
A Dangerous World Tour foi a segunda turnê mundial do cantor americano Michael Jackson e foi realizada para promover seu oitavo álbum de estúdio, Dangerous. A turnê foi patrocinada pela Pepsi-Cola. Todos os lucros foram doados para várias instituições de caridade, incluindo a "Heal the World Foundation" do próprio Jackson. Começou em Munique, Alemanha, em 27 de junho de 1992, e terminou na Cidade do México em 11 de novembro de 1993, realizando 69 concertos na Europa, Ásia e América Latina. Jackson se apresentou em estádios ao redor do mundo, com ingressos esgotados em países da Ásia, América Latina e Europa. No final da turnê, ela arrecadou mais de US$ 100 milhões e contou com a presença de 3.500.000 pessoas.
O show de 1º de outubro de 1992 em Bucareste, Romênia, foi filmado para transmissão pela rede HBO em 10 de outubro. Jackson vendeu os direitos de filmagem do concerto por US$ 20 milhões, o maior valor que um artista de concerto já havia recebido para aparecer na televisão. O especial, Live in Bucharest: The Dangerous Tour, rendeu a Jackson o segundo de dois prêmios CableACE de sua carreira, este de Melhor Performance Musical Especial.

## Contexto
Em 27 de janeiro de 1989, Jackson terminou sua turnê Bad, sua primeira como artista solo, que arrecadou mais de US$ 125 milhões. Inicialmente ele planejou não fazer mais turnês e se concentrar em fazer álbuns e filmes. Após o lançamento de seu oitavo álbum de estúdio Dangerous em novembro de 1991, uma coletiva de imprensa foi realizada em 3 de fevereiro de 1992 no Radio City Music Hall em Nova York para anunciar a Dangerous World Tour. O evento, que reuniu 200 pessoas, foi organizado pela Pepsi, patrocinadora de Jackson, e contou com a presença do artista. Jackson explicou que seu único motivo para fazer outra turnê era arrecadar fundos para sua recém-formada Fundação Heal the World, para ajudar crianças e o meio ambiente. Ele pretendia arrecadar US$ 100 milhões para a instituição de caridade até o Natal de 1993. Foi revelado que Jackson planejava se apresentar na Europa, Ásia, América Latina e Austrália, sem datas nos Estados Unidos ou Canadá. Jackson comentou: "Estou ansioso por esta turnê porque ela me permitirá dedicar tempo para visitar crianças ao redor do mundo, bem como espalhar a mensagem do amor global, na esperança de que outros sejam movidos a fazer a sua parte para ajudar a curar o mundo".

## Desenvolvimento
Em junho de 1992, um jato de carga russo Antonov AN-124, então o maior avião em operação do mundo, foi contratado para transportar o equipamento e o cenário de Los Angeles para Londres para a etapa europeia de abertura. No entanto, problemas relacionados à certificação de aeronaves civis levaram Jackson a usar um Boeing 747 da Federal Express. Após a chegada, o equipamento foi transportado pela Europa em 65 camiões. A carga incluía 1.000 luzes, 10 milhas de cabos elétricos, 9 telas de vídeo e 168 alto-falantes. Cerca de 2 toneladas de roupas foram transportadas. As roupas foram desenhadas por Michael Bush e Dennis Tompkins, que trabalharam com Jackson para ter uma ideia do que ele queria e tiveram como objetivo "dar vida às suas ideias". Dois equipamentos tinham 2,7 metros de altura, 2,1 metros de largura e pesavam 18 quilos cada, com luzes de fibra óptica controladas por um laser computadorizado. Uma jaqueta foi equipada com um cinto de bateria gerando 3.000 volts para acender as 36 luzes estroboscópicas nela instaladas. Outro tinha abas ocultas para ocultar efeitos explosivos. 1.000 jardas de tecido da Europa foram usadas para fazer os figurinos, incluindo uma roupa preta e dourada para Jackson, que incluía ouro de 18 quilates. Só os figurinos custaram 2 milhões de dólares.
O show incorporou várias ilusões de palco. Entre eles estava o efeito "torradeira", em que Jackson entrava no palco em uma catapulta que subia rapidamente por baixo, disparando pirotecnia ao mesmo tempo. Sua irmã Janet Jackson disse: "Aquela abertura foi incrível. Eu estava sentada na torre de som e todas as crianças estavam por toda parte. E quando ele pulou de qualquer coisa que fosse [...] as crianças na minha frente estavam olhando para trás e eu nem sabia disso." A maioria dos shows de 1992 incluía um truque de palco durante a transição de "Thriller" para "Billie Jean", em que Jackson bate em dois pilares e é secretamente trocado por um dançarino de apoio mascarado de lobisomem disfarçado de si mesmo enquanto ele troca de roupa para "Billie Jean". O mascarado "Jackson" é colocado em um caixão que desaparece quando dançarinos se passando por esqueletos e zumbis colocam um pano sobre o caixão e o puxam para fora. Jackson então aparece em um nível superior do palco e canta "Billie Jean". Quando o truque completo não era executado, ele apresentava uma sequência com o imitador de Jackson e os dançarinos de apoio executando danças de "Thriller". Em alguns shows, o imitador de Jackson ia para os bastidores depois de cantar o refrão principal da música, em vez de repetir a dança de "Thriller", e os dançarinos de apoio Zombie repetiam a dança sozinhos. Outra ilusão desse tipo foi usada para fazer a transição de "Beat It" para "Working Day and Night".
Esta foi a primeira turnê em que Jackson fez "the lean" durante "Smooth Criminal"; a música fazia parte do repertório da turnê Bad, mas sua coreografia não combinava com o videoclipe (que só estreou na TV durante a segunda parte americana da turnê).

## Visão geral

### Europa e Ásia (1992)

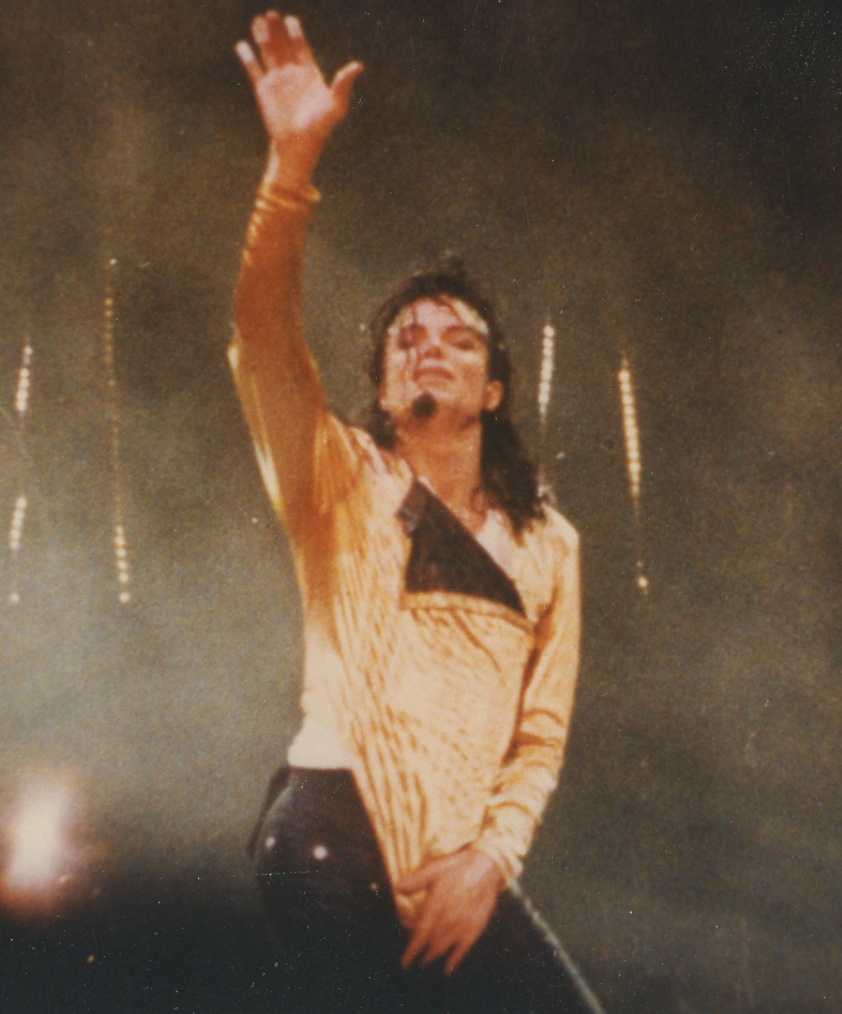
Jackson cantando "Human Nature".

Durante a etapa europeia em 1992, a MTV foi autorizada a filmar os bastidores e transmitir seis episódios de quinze minutos da turnê. O programa se chamava The Dangerous Diaries e era apresentado por Sonya Saul. A MTV divulgou imagens de "Billie Jean" e "Black or White" no primeiro show em Munique. "Billie Jean" foi lançada em duas versões diferentes, uma pela MTV como especial e a outra no documentário Dangerous Diaries. Ambas as versões colocaram um trecho da gravação original a cappella de Jackson para "Billie Jean" sobre os vocais ao vivo, quando Jackson joga seu chapéu.
Durante o show em Cardiff realizado em 5 de agosto de 1992, o show foi temporariamente interrompido entre "She's Out of My Life" e "Jackson 5 Medley" devido à forte chuva, com uma mensagem sendo enviada pelos alto-falantes. Jackson também teve que ficar em cima de uma toalha para manter o equilíbrio durante "I Just Can't Stop Loving You". O concerto em Toulouse, França, realizado em 16 de setembro de 1992, contou com uma apresentação instrumental especial da primeira metade da música "In the Closet" como um interlúdio entre as músicas "Heal the World" e "Man in the Mirror". A princesa Stéphanie de Mônaco, que era a "Garota Misteriosa" na música, estava presente neste concerto.

### Show do intervalo do Super Bowl (1993)
Entre as duas etapas da turnê, Jackson fez um breve, mas muito visto e aclamado show no intervalo do Super Bowl XXVII em 31 de janeiro de 1993. A Liga Nacional de Futebol doou US$ 100.000 à Fundação Heal the World em troca do pagamento a Jackson.

### Ásia, Europa e América Latina (1993)
A parte de 1993 da turnê começou em Bangkok, Tailândia, em 24 de agosto, o mesmo dia em que uma acusação de abuso sexual infantil contra Jackson foi tornada pública. O show de 1º de setembro de 1993 em Cingapura estava marcado para 30 de agosto de 1993, mas foi remarcado devido ao colapso de Jackson antes do show. Durante sua visita a Moscou em setembro, Jackson criou a música "Stranger in Moscow", que seria lançada em seu álbum de 1995, HIStory: Past, Present and Future, Book I. Foi numa época em que Jackson se sentia muito sozinho, longe de sua família e amigos, mas todas as noites durante suas turnês os fãs ficavam em seu hotel e o apoiavam.

## Transmissões e gravações
Todos os shows foram filmados profissionalmente pela Nocturne Productions Inc., que filmou todas as turnês e assuntos privados de Jackson. Durante a parte europeia da turnê de 1992, a MTV recebeu permissão para filmar reportagens de bastidores, entrevistar o elenco e filmar apresentações ao vivo. O mini-show foi apresentado por Sonya Saul e teve seis mini-episódios de 15 minutos de shows em Munique, Werchter, Dublin, Estocolmo, Hamburgo, Cardiff, Londres, Leeds, Berlim, Oviedo e Madrid. As apresentações incluem "Billie Jean", "Black or White", "Jam", "Wanna Be Startin' Somethin'" e "Will You Be There". O concerto em Bucareste, em 1º de outubro de 1992, foi filmado e transmitido pela televisão em todo o mundo, dando à HBO a classificação mais alta obtida na história da TV a cabo, com uma versão alternativa sendo exibida na BBC.
O filme concerto intitulado Live in Bucharest: The Dangerous Tour foi lançado oficialmente em DVD em 25 de julho de 2005.

## Atos de abertura
- Kris Kross (1992 European dates)
- Rozalla (Europe)[14]
- D'Influence (England and Scotland)
- Snap! (Bucharest)
- Culture Beat (1993 European dates)
- TLC (Latin America)

## Lista de músicas

### Alterações
- "Rock with You", "Remember the Time" e "In the Closet" foram ensaiadas para o setlist inicial em 1992, mas foram cortadas por questões de tempo e técnicas.
- De 17 de julho a 1º de outubro de 1992, "The Way You Make Me Feel" e "Bad" foram temporariamente removidas do setlist. Essas músicas foram adicionadas novamente ao setlist dos quatro primeiros shows em Tóquio. Apesar de terem sido ensaiadas para a etapa de 1993, elas acabaram sendo cortadas para a etapa de 1993.
- Slash fez participações especiais nas apresentações de "Black or White" em Oviedo, Santa Cruz e nos dois últimos shows no Japão.
- Na etapa de 1993, "Workin' Day and Night", "Beat It" e o instrumental de "Someone Put Your Hand Out" não foram tocadas, apesar de terem sido ensaiadas.
- A partir de 31 de outubro de 1993, "I Want You Back", "The Love You Save" e "I'll Be There" foram permanentemente cortadas do repertório.
- A versão instrumental de "In the Closet" foi tocada entre "Heal the World" e "Man in the Mirror" em Toulouse.
- "Dangerous" foi apresentada duas vezes no concerto em Fukuoka em 10 de setembro de 1993. A primeira apresentação foi a apresentação normal da música. A segunda foi instrumental, tocada depois de "Heal the World".
- "Man in the Mirror" e "Rocket Man" foram tocadas apenas em datas selecionadas em 1993.
- "Thriller" não foi apresentada no show de Istambul em 23 de setembro de 1993. Este é o único show em que a música não foi tocada durante a turnê.
- A camisa branca usada durante a turnê de "Will You Be There" foi substituída por uma jaqueta preta com faixa no braço no show de Istambul em 23 de setembro de 1993.

## Datas da turnê
| Data                | Cidade                 | País          | Local                                    | Attendance                   |
| Europa              | Europa                 | Europa        | Europa                                   | Europa                       |
| ------------------- | ---------------------- | ------------- | ---------------------------------------- | ---------------------------- |
| 27 de junho de 1992 | Munich                 | Alemanha      | Olympiastadion                           | 72,000 / 72,000              |
| 30 de junho de 1992 | Rotterdam              | Países Baixos | Stadion Feijenoord                       | 100,000 / 100,000            |
| 1 de julho de 1992  | Rotterdam              | Países Baixos | Stadion Feijenoord                       | 100,000 / 100,000            |
| 4 de julho de 1992  | Rome                   | Itália        | Stadio Flaminio                          | 40,000 / 40,000              |
| 6 de julho de 1992  | Monza                  | Itália        | Stadio Brianteo                          | 46,000 / 46,000              |
| 7 de julho de1992   | Monza                  | Itália        | Stadio Brianteo                          | 46,000 / 46,000              |
| 11 de julho de 1992 | Cologne                | Alemanha      | Müngersdorfer Stadion                    | 50,000 / 50,000              |
| 15 de julho de 1992 | Oslo                   | Norway        | Valle Hovin                              | 35,000 / 35,000              |
| 17 de julho de 1992 | Stockholm              | Sweden        | Stockholm Olympic Stadium                | 106,000 / 106,000            |
| 18 de julho de 1992 | Stockholm              | Sweden        | Stockholm Olympic Stadium                | 106,000 / 106,000            |
| 20 de julho de 1992 | Copenhagen             | Denmark       | Gentofte Stadion                         | 30,000 / 30,000              |
| 22 de julho de 1992 | Werchter               | Belgium       | Werchter Festivalpark                    | 60,000 / 60,000              |
| 25 de julho de 1992 | Dublin                 | Ireland       | Lansdowne Road                           | 43,000 / 43,000              |
| 30 de julho de 1992 | London                 | Inglaterra    | Wembley Stadium                          | 144,000 / 144,000            |
| 31 de julho de 1992 | London                 | Inglaterra    | Wembley Stadium                          | 144,000 / 144,000            |
| August 5, 1992      | Cardiff                | Wales         | Cardiff Arms Park                        | 50,000 / 50,000              |
| August 8, 1992      | Bremen                 | Alemanha      | Weserstadion                             | 42,000 / 42,000              |
| August 10, 1992     | Hamburg                | Alemanha      | Volksparkstadion                         | 50,000 / 50,000              |
| August 13, 1992     | Hamelin                | Alemanha      | Weserberglandstadion                     | 25,000 / 25,000              |
| August 16, 1992     | Leeds                  | Inglaterra    | Roundhay Park                            | 60,000 / 60,000              |
| August 18, 1992     | Glasgow                | Scotland      | Glasgow Green                            | 65,000 / 65,000              |
| August 20, 1992     | London                 | Inglaterra    | Wembley Stadium                          | 216,000 / 216,000            |
| August 22, 1992     | London                 | Inglaterra    | Wembley Stadium                          | 216,000 / 216,000            |
| August 23, 1992     | London                 | Inglaterra    | Wembley Stadium                          | 216,000 / 216,000            |
| August 26, 1992     | Vienna                 | Austria       | Praterstadion                            | 50,000 / 50,000              |
| August 28, 1992     | Frankfurt              | Alemanha      | Waldstadion                              | 60,000 / 60,000              |
| August 30, 1992     | Ludwigshafen           | Alemanha      | Südweststadion                           | 35,000 / 35,000              |
| September 2, 1992   | Bayreuth               | Alemanha      | Hans-Walter-Wild-Stadion                 | 32,000 / 32,000              |
| September 4, 1992   | Berlin                 | Alemanha      | Friedrich-Ludwig-Jahn-Stadion            | 35,000 / 35,000              |
| September 8, 1992   | Lausanne               | Suíça         | Stade olympique de la Pontaise           | 45,000 / 45,000              |
| September 13, 1992  | Paris                  | França        | Hippodrome de Vincennes                  | 85,000 / 85,000              |
| September 16, 1992  | Toulouse               | França        | Stade de Toulouse                        | 40,000 / 40,000              |
| September 18, 1992  | Barcelona              | Espanha       | Estadi Olímpic de Montjuïc               | 60,000 / 60,000              |
| September 21, 1992  | Oviedo                 | Espanha       | Estadio Carlos Tartiere                  | 55,000 / 55,000              |
| September 23, 1992  | Madrid                 | Espanha       | Vicente Calderón Stadium                 | 25,000 / 25,000              |
| September 26, 1992  | Lisbon                 | Portugal      | Estádio José Alvalade                    | 55,000 / 55,000              |
| October 1, 1992     | Bucharest              | Romania       | Lia Manoliu National Stadium             | 90,000 / 90,000              |
| Asia                |                        |               |                                          |                              |
| December 12, 1992   | Tokyo                  | Japão         | Tokyo Dome                               | 360,000 / 360,000            |
| December 14, 1992   | Tokyo                  | Japão         | Tokyo Dome                               | 360,000 / 360,000            |
| December 17, 1992   | Tokyo                  | Japão         | Tokyo Dome                               | 360,000 / 360,000            |
| December 19, 1992   | Tokyo                  | Japão         | Tokyo Dome                               | 360,000 / 360,000            |
| December 22, 1992   | Tokyo                  | Japão         | Tokyo Dome                               | 360,000 / 360,000            |
| December 24, 1992   | Tokyo                  | Japão         | Tokyo Dome                               | 360,000 / 360,000            |
| December 30, 1992   | Tokyo                  | Japão         | Tokyo Dome                               | 360,000 / 360,000            |
| December 31, 1992   | Tokyo                  | Japão         | Tokyo Dome                               | 360,000 / 360,000            |
| August 24, 1993     | Bangkok                | Thailand      | Suphachalasai Stadium                    | 140,000 / 140,000            |
| August 27, 1993     | Bangkok                | Thailand      | Suphachalasai Stadium                    | 140,000 / 140,000            |
| August 29, 1993     | Singapore              | Singapore     | Singapore National Stadium               | 94,000 / 94,000              |
| September 1, 1993   | Singapore              | Singapore     | Singapore National Stadium               | 94,000 / 94,000              |
| September 4, 1993   | Taipei                 | Taiwan        | Taipei Municipal Stadium                 | 80,000 / 80,000              |
| September 6, 1993   | Taipei                 | Taiwan        | Taipei Municipal Stadium                 | 80,000 / 80,000              |
| September 10, 1993  | Fukuoka                | Japão         | Fukuoka Dome                             | 70,000 / 70,000              |
| September 11, 1993  | Fukuoka                | Japão         | Fukuoka Dome                             | 70,000 / 70,000              |
| Europa              |                        |               |                                          |                              |
| September 15, 1993  | Moscow                 | Russia        | Luzhniki Stadium                         | 70,000 / 70,000              |
| Asia                |                        |               |                                          |                              |
| September 19, 1993  | Tel Aviv               | Israel        | Yarkon Park                              | 170,000 / 170,000            |
| September 21, 1993  | Tel Aviv               | Israel        | Yarkon Park                              | 170,000 / 170,000            |
| Europa              |                        |               |                                          |                              |
| September 23, 1993  | Istanbul               | Turkey        | BJK İnönü Stadium                        | 48,000 / 48,000              |
| September 26, 1993  | Santa Cruz de Tenerife | Spain         | Port of Santa Cruz de Tenerife           | 45,000 / 45,000              |
| Latin America       |                        |               |                                          |                              |
| October 8, 1993     | Buenos Aires           | Argentina     | Estadio Más Monumental                   | 240,000 / 240,000            |
| October 10, 1993    | Buenos Aires           | Argentina     | Estadio Más Monumental                   | 240,000 / 240,000            |
| October 12, 1993    | Buenos Aires           | Argentina     | Estadio Más Monumental                   | 240,000 / 240,000            |
| October 15, 1993    | São Paulo              | Brasil        | Estádio do Morumbi                       | 210,000 / 210,000            |
| October 17, 1993    | São Paulo              | Brasil        | Estádio do Morumbi                       | 210,000 / 210,000            |
| October 23, 1993    | Santiago               | Chile         | Estadio Nacional Julio Martínez Prádanos | 85,000 / 85,000              |
| October 29, 1993    | Mexico City            | Mexico        | Estadio Azteca                           | 550,000 / 550,000            |
| October 31, 1993    | Mexico City            | Mexico        | Estadio Azteca                           | 550,000 / 550,000            |
| November 7, 1993    | Mexico City            | Mexico        | Estadio Azteca                           | 550,000 / 550,000            |
| November 9, 1993    | Mexico City            | Mexico        | Estadio Azteca                           | 550,000 / 550,000            |
| November 11, 1993   | Mexico City            | Mexico        | Estadio Azteca                           | 550,000 / 550,000            |
| Total               | Total                  | Total         | Total                                    | 4,103,000 / 4,103,000 (100%) |

Lista de shows cancelados, mostrando data, cidade, país, local e motivo do cancelamento
| Data               | Cidade         | País                   | Local                                    | Motivo                                |
| ------------------ | -------------- | ---------------------- | ---------------------------------------- | ------------------------------------- |
| September 6, 1992  | Gelsenkirchen  | Alemanha               | Parkstadion                              | Problemas de saúde                    |
| September 11, 1992 | Basel          | Switzerland            | St. Jakob Stadium                        | Problemas de saúde                    |
| October 4, 1992    | İzmir          | Turkey                 | İzmir Atatürk Stadium                    | Problemas de saúde                    |
| October 10, 1992   | Athens         | Greece                 | Olympic Stadium                          | Problemas de saúde                    |
| August 15, 1993    | Hong Kong      | Hong Kong              | Sha Tin Racecourse                       | Conflitos com a temporada de corridas |
| August 16, 1993    | Hong Kong      | Hong Kong              | Sha Tin Racecourse                       | Conflitos com a temporada de corridas |
| September 30, 1993 | Johannesburg   | África do Sul          | Johannesburg Stadium                     | Questões políticas                    |
| October 2, 1993    | Johannesburg   | África do Sul          | Johannesburg Stadium                     | Questões políticas                    |
| October 19, 1993   | Rio de Janeiro | Brasil                 | Maracanã Stadium                         | Lesão nas costas                      |
| October 21, 1993   | Santiago       | Chile                  | Estadio Nacional Julio Martínez Prádanos | Lesão nas costas                      |
| October 26, 1993   | Lima           | Peru                   | Estadio Nacional del Perú                | Lesão nas costas                      |
| November 8, 1993   | Zapopan        | Mexico                 | Estadio Tres de Marzo                    | Lesão nas costas                      |
| November 14, 1993  | Bayamón        | Puerto Rico            | Estadio Juan Ramón Loubriel              | Lesão nas costas                      |
| November 16, 1993  | Bayamón        | Puerto Rico            | Estadio Juan Ramón Loubriel              | Lesão nas costas                      |
| November 19, 1993  | Caracas        | Venezuela              | Poliedro de Caracas                      | Recuperação[carece de fontes?]        |
| November 21, 1993  | Monterrey      | Mexico                 | Estadio de Béisbol Monterrey             | Recuperação[carece de fontes?]        |
| November 24, 1993  | New Delhi      | India                  | Jawaharlal Nehru Stadium                 | Recuperação[carece de fontes?]        |
| November 25, 1993  | New Delhi      | India                  | Jawaharlal Nehru Stadium                 | Recuperação[carece de fontes?]        |
| November 27, 1993  | Dubai          | Emirados Árabes Unidos | Al Maktoum Stadium                       | Banido pelo governo                   |
| November 28, 1993  | Dubai          | Emirados Árabes Unidos | Al Maktoum Stadium                       | Banido pelo governo                   |
| November 30, 1993  | Kuala Lumpur   | Malásia                | Stadium Merdeka                          | Banido pelo governo                   |
| December 1, 1993   | Jakarta        | Indonesia              | Gelora Senayan Main Stadium              | Recuperação[carece de fontes?]        |
| December 2, 1993   | Jakarta        | Indonesia              | Gelora Senayan Main Stadium              | Recuperação[carece de fontes?]        |
| December 3, 1993   | Sydney         | Australia              | Sydney Cricket Ground                    | Recuperação[carece de fontes?]        |
| December 4, 1993   | Sydney         | Australia              | Sydney Cricket Ground                    | Recuperação[carece de fontes?]        |
| December 7, 1993   | Mulgrave       | Australia              | Waverley Park                            | Recuperação[carece de fontes?]        |